# Zinkpower
Die Kopf Holding GmbH ist eine internationale Unternehmensgruppe aus dem Feuerverzinkungs- und Druckgussbereich mit Sitz in Kirchheim unter Teck. Sie tritt unter dem Namen Kopf Gruppe, bzw. unter den Namen Zinkpower und Power-Cast auf. Zinkpower ist eine eingetragene Marke für den Geschäftsbereich Korrosionsschutz und Feuerverzinken. Die Unternehmen des Druckguss-Bereichs firmieren unter dem Namen Power-Cast und befinden sich an sieben Standorten in Deutschland, Tschechien und Mexiko. Zinkpower ist an 50 Standorten in 13 Ländern vertreten und zählt zu den führenden Feuerverzinkungsgruppen weltweit.

## Geschichte
Die Kopf Gruppe wurde 1973 von Willi Kopf in Göppingen gegründet. 1979, sechs Jahre nach der Gründung, zog das Unternehmen in die neu erbaute Verzinkerei in Schlierbach.
Ab 1986 expandierte das Unternehmen ins europäische Ausland und übernahm die Brunner Verzinkerei Brüder Bablik aus Österreich. Weitere Standorte in Österreich, Deutschland, Ungarn, Tschechien, Polen und der Slowakei folgten. 1991 übernahm die Kopf Gruppe die Verzinkerei Radebeul und ein Jahr später wurde das Unternehmen Moson aus Ungarn übernommen. Diese Übernahme war die erste Expansion im nicht deutschsprachigen Raum, welche 1994 durch den Bau der tschechischen Verzinkerei Roudnice nördlich von Prag weitergeführt wurde. Zwei Jahre später erfolgte der Bau einer weiteren Verzinkerei in der Slowakei mit einem Kostenaufwand von rund acht Millionen DM. Ab 1999 expandierte die Gruppe auch nach Indonesien.
Im Jahr 2000 tätigte die Kopf Gruppe ihre bis dahin größte Akquisition und übernahm 13 deutsche Verzinkereien und einen Druckgussbetrieb von der Metaleurop Weiterverarbeitung GmbH. Mit dieser Übernahme verdoppelte Willi Kopf den Umsatz der Kopf Gruppe erstmals auf 100 Mio. Euro und legte ebenfalls den Grundstein für den Geschäftsbereich Druckguss unter dem Namen Power-Cast.
Es folgten weitere nationale und internationale Übernahmen und Neugründungen in Europa, Mexiko, China, den Vereinigten Arabischen Emiraten, Brasilien, der Türkei und den USA. Unter anderem übernahm die Kopf Gruppe alle Gesellschaftsanteile an Vobra, einem Hersteller von Aluminiumdruckguss aus Enger. Vobra wurde daraufhin zu Power-Cast Vobra umbenannt und Willi Kopf übernahm die Geschäftsführung.
Am Standort in Meckenheim investierte die Kopf Gruppe 2018 rund 20 Millionen Euro in den Bau einer neuen Feuerverzinkungs- und Pulverbeschichtungsanlage. Der Umbau ermöglichte die Verzinkung von über 12 Meter langen Stahlteilen sowie die Pulverbeschichtung mit mehr als 9000 Farben.

## Unternehmensstruktur
Mutterunternehmen der Kopf Gruppe ist die Kopf Holding GmbH mit Sitz in Kirchheim unter Teck. Die Gruppe verfügt international über 75 Tochterunternehmen mit Standorten auf vier Kontinenten sowie weltweit sieben Druckgusswerke. Zinkpower ist dabei mit 50 Standorten in 13 Ländern vertreten. Im Jahr 2022 beschäftigte die Kopf Holding 2.863 Mitarbeiter.

## Produkte
Die Geschäftszweige der Kopf Gruppe unterteilen sich in die Bereiche Zinkpower und Power-Cast.

### Zinkpower: Verzinkung und Pulverbeschichtung
Unter der Marke Zinkpower bietet das Unternehmen Korrosionsschutz durch Verzinkung, Pulverbeschichtung und Nasslackbeschichtung an. An Standorten wie in Schlierbach oder Radebeul wird bei Temperaturen von 440 bis 450 Grad Celsius feuerverzinkt, wobei der Stahl mit flüssigem Zink eine feste Verbindung eingeht. Durch Feuerverzinken schützt das Unternehmen unter anderem Stahlträger zum Beispiel für Hallen, Stahlkonstruktionen, Hoftore, Geländer, Zäune und Serienware. Neben Schlossereien, Metallbaubetrieben, Stahlbau- und Handelsunternehmen zählen auch Privatleute zu den Kunden der Kopf Gruppe. Beispielsweise verzinkte die Gruppe für Aida die Geländer der Kreuzfahrtschiffe oder auch Sattelauflieger.
Weiterhin bietet das Unternehmen Schleuderverzinkung im Normal- (ca. 450 Grad Celsius) und Hochtemperaturbereich (ca. 530 Grad Celsius) an, bei welchem die Bauteile nach dem Verzinken geschleudert werden. Dadurch wird überschüssiges Zink von den Bauteilen entfernt. Genutzt wird dieses Verfahren für kleine Bauteile wie Schrauben, Muttern und Unterlegscheiben und andere Verbindungselemente. Die Verzinkung dieser Kleinteile verlängert den Korrosionsschutz für Stahlkonstruktionen wie Brücken oder anderen Verkehrsbauten, welche starken äußeren Einflüssen ausgesetzt sind.
Neben der Verzinkung bietet die Kopf Gruppe auch die sogenannten Zinkpower-Coating-Systeme an. Dabei handelt es sich um ein Duplex-Verfahren, bei dem anschließend an die Feuerverzinkung eine Pulverbeschichtung auf den Stahl aufgebracht wird. Das Zinkpower-Coating-System ist auf die Anforderungen verschiedener Korrosivitätskategorien abgestimmt, erhöht den Korrosionsschutz und dient der farblichen Gestaltung des Stahls. Die Beschichtungen können auf diverse feuerverzinkte Stahlkonstruktionen wie Geländer oder Zäune aufgetragen werden.

### Power-Cast: Druckguss
Der Geschäftsbereich Druckguss unter der Marke Power-Cast beschäftigt sich mit der Herstellung von Metallteilen. Die Gruppe bietet hierbei Aluminiumdruckguss, Magnesiumdruckguss und Zinkdruckguss an.
Mit den Tochterunternehmen Power-Cast Vobra und Monterrey produziert die Unternehmensgruppe Teile im Aluminiumdruckgussverfahren. Aluminium wird vornehmlich für Bauteile eingesetzt, die besonders komplex, leicht oder wärmeleitfähig sein müssen. Der Magnesiumdruckguss wird für Bauteile genutzt, welche sowohl Belastbarkeit als auch ein geringes Gewicht erfordern. Solche Bauteile werden in Deutschland bei Zitzmann und Magnetech hergestellt. Zinkdruckguss wird international an den Standorten von Drumeta, Ortmann und Monterrey angeboten. Das Verfahren erreicht eine hohe Maßhaltigkeit und eine geringe Nacharbeit, wobei aus verschiedenen Oberflächenveredelungen ausgewählt werden kann.
Wichtige Absatzbranche für Druckgussteile ist die Automobilindustrie, für welche unter anderem Schalthebel oder Gehäuse für Fahrzeugelektronik angefertigt werden. Neben der Automobilindustrie kommen Druckgussteile auch in der Kommunikationstechnik, Elektroindustrie, Maschinenbau oder in der Medizintechnik zum Einsatz.

## Nachhaltigkeit und Umweltschutz
Feuerverzinken sorgt für Widerstandskraft gegenüber äußeren Einflüssen und schützt Stahl für bis zu 70 Jahre vor Korrosion. Wenn die Schutzfunktion nachlässt, kann feuerverzinkter Stahl erneut verzinkt oder Zink und Stahl unendlich recycelt werden.
Das Unternehmen entwickelte eigene Filter- und Abluftsysteme und ließ diese patentrechtlich schützen, wie etwa das 1997 angemeldete Rauchgaserfassungssystem. Zudem nutzt die Unternehmensgruppe an ihren Standorten Wärmerückgewinnungssysteme. Für die Bemühungen zum Umweltschutz erhielt die Tochtergesellschaft Zinkpower Brunn im Jahr 2000 den Umweltpreis vom Land Niederösterreich.
Die Kopf Gruppe war der erste Verzinker weltweit, welcher die Nutzung von „Low-Carbon Zinc“ bzw. „Green-Zinc“ einführte. Dieses Zink wird ausschließlich mit regenerativer Energie abgebaut und hergestellt. Ebenfalls setzt das Unternehmen Recycling-Zink mit dem Markennamen „Suzi“ ein. 2021 ließ die Gruppe am Standort in Vorchdorf zudem Photovoltaikanlagen und einen Stromspeicher einbauen, um den Stromverbrauch und den Ausstoß von CO2 zu senken.
Um einen weiteren Beitrag zum Klimaschutz zu leisten und klimaneutral zu werden, begann die Kopf Gruppe im Jahr 2022 mit der Umrüstung von zwei Verzinkungsanlagen in Österreich. Zuerst erfolgte die Umrüstung auf Biomethan am Standort Gratkorn 2022 und ein Jahr später stellte der Standort Sinabelkirchen seine Beheizung von Gas auf regenerativen Strom um.

## Soziales Engagement
Der Unternehmensgründer Willi Kopf engagierte sich sozial an den Standorten seiner Unternehmensgruppe. In Kirchheim initiierten er und seine Tochter Christine Marin zum Beispiel 2009 die Initiative „Starkes Kirchheim – allen Kindern eine Chance“, mit der  Bildungsmöglichkeiten und Chancengleichheit für benachteiligte Kinder geschaffen werden sollen.

## Auszeichnungen
- 2000: Umweltpreis des Landes Niederösterreich für Zinkpower Brunn[30]
- 2014: Wirtschaftsmedaille des Landes Baden-Württemberg für Willi Kopf und seine Frau Magda Kopf[4][36]
- 2015: Innovationspreis für das Lebenswerk von Willi Kopf von der Wirtschafts- und Innovationsförderungsgesellschaft für den Landkreis Göppingen[4][37]